# Església de Sant Joan de la Creu (València)
L'església de Sant Joan de la Creu (antigament de Sant Andreu) fou fundada després de la conquesta cristiana de la ciutat, i es construí sobre el solar d'una mesquita. És al barri de la Xerea, amb la façana al carrer del Poeta Querol i entre els carrers de Vilaragut, Pròcida i Sant Andreu de la ciutat de València, País Valencià.

## Evolució historicoartística
L'església primitiva, de la qual no ha arribat massa informació, seguiria els models de la resta de les esglésies parroquials valencianes: planta amb nau única i capelles entre contraforts. Més tard, també seguiria els canvis fets a les esglésies parroquials durant el segle xiv, construcció d'una capçalera poligonal i cobriment de la nau amb voltes de creueria.
L'edifici actual es construí entre els anys 1601 i 1615, afavorit pel patriarca Ribera, que el 25 de gener del 1602 va posar la primera pedra de la construcció. El model de la nova església segueix el de la tradició medieval anterior, però adaptat al nou llenguatge clàssic; això és, una ampla nau única de cinc trams, capelles entre els contraforts i una capçalera poligonal. L'alçat lateral s'articula amb pilastres atirantades dòriques sobre peanyes, a sobre un entaulament amb fris de tríglifs, mètopes i gotes, arcada d'arc de mig punt estret sobre muntants que es perllonguen a manera de capitell continu per les capelles entre els contraforts. La volta es cobreix amb arcs faixons de mig punt, creueria moderna amb plement tapiat en els trams de les naus i volta estrellada a la capçalera.
El temple de Sant Andreu representa, dins la ciutat, la capacitat de renovació i modernització dels esquemes medievals, capaç d'adaptar-se a nous estils i necessitats litúrgiques. La seua construcció coincideix amb la renovació d'altres temples parroquials de tipologia semblant repartits per tot el país, tipologia aquesta que quedarà fixada sobretot a finals del segle xvi fins a la tercera dècada del xvii. Exemple d'esglésies que segueixen aquest model són les de Vinaròs, la Jana, Càlig, Benlloch, les Useres, Xert, Puçol, Benigànim, Pego o Teulada.
L'obra començà, com era habitual, per la capçalera, canviant l'orientació de la primera església. D'aquesta, només restaria el campanar de carreus i finestres d'espitllera (després remodelat també) i les restes de la primitiva portada de l'església en un costat. La primera capitulació es pactà el 23 de desembre del 1601 i considerava la construcció del presbiteri, les dues capelles laterals a aquest, la sagristia (remodelada totalment en el segle xviii, el sagrari i un arxiu damunt de la sagristia; i deixava les pautes per a la construcció de la resta del temple.
Aquesta concòrdia es pactà amb el mestres d'obra Joan Maria Quetze i de Morco, italià procedent de Carona, dins del ducat de Milà, lligat a la família Abril. Havia arribat a València devers 1570, any en què va contractar ja algunes obres junt amb Batiste Abril, com la capçalera del convent de Jesús o el col·legi de la Purificació. Quetze va tindre gran consideració professional d'expert en la tècnica d'estucs, jaspis i maçoneria, encara que també treballà amb la pedra, com en l'obra de l'escala del col·legi del Patriarca, on també treballà amb els jaspis de l'església. La capitulació de Sant Andreu es feu d'acord amb la traça feta pel mateix Quetze, el síndic de la parròquia Josep Pellicer i el notari Dionís Alfonso. Al mateix temps, la construcció seria vigilada per Francesc Anton, important arquitecte i tracista, el qual havia dirigit el segon creuer de l'Hospital, el convent dels Caputxins l'església de la Companyia.
Aquesta obra de la capçalera, amb el presbiteri poligonal, sagristia, transsagrari i capelles adjacents, ja va deixar clares les pautes compositives que se seguirien a la resta de l'església, articulació de pilastres dòriques sobre pedestals, entaulament d'arquitrau, fris amb mètopes i tríglifs o cornisa en ressalt, tot en pedra. Apareix també en les capitulacions el tipus de volta emprada, creueria, i plementeria tapiada amb rajola.
La visura final de la capçalera es feu l'any 1612, però ja el 5 de febrer del 1608 s'havia pactat la continuació de la construcció amb els dos trams contigus al presbiteri, seguint els mateixos esquemes del presbiteri. Això fa pensar en un mateix autor per a la traça, potser Joan Maria, que va seguir treballant-hi, o Francesc Anton, expert que va visurar la finalització de les obres. Aquesta nova fase constructiva, la va dirigir Alonso Orts, mestre d'obra també format al col·legi del Patriarca i que havia contractat el mateix any les obres de l'església de Sant Esteve, molt semblants a les de Sant Andreu. Col·laboraren amb ell en el treball de picapedrers Joan Baixet i Joan Do, els quals construirien la portada lateral que recau al carrer de Pròcida. La portada, corresponent al tercer tram de la nau, permetia l'accés al temple, ja que encara no tenia façana i l'església vella es mantenia separada de la nova amb una paret. Respon als models classicistes del moment, una mica estandarditzats, i és molt similar a la portada de Sant Esteve, amb un ordenament dòric de pilastres, arc de mig punt i un segon cos amb un edicle o fornícula jònic acompanyat de mènsules corbes. La construcció d'aquestos dos trams es va allargar fins al 5 de juny del 1612, i poc després es decidia escometre la finalització de l'església amb tres trams més; la capitulació d'aquestos se signava el 21 d'octubre del mateix any. En aquest document, s'esmenta Joan Baixet com a mestre picapedrer; aquest ja havia treballat al Patriarca i havia donat l'aprovació a Joan Cambra per a la traça de l'església de Sant Miquel dels Reis el 1605. Col·laborarien amb ell el picapedrer Tomàs Mellado i els dos mestres de maçoneria Alonso Orts i Francesc Català.

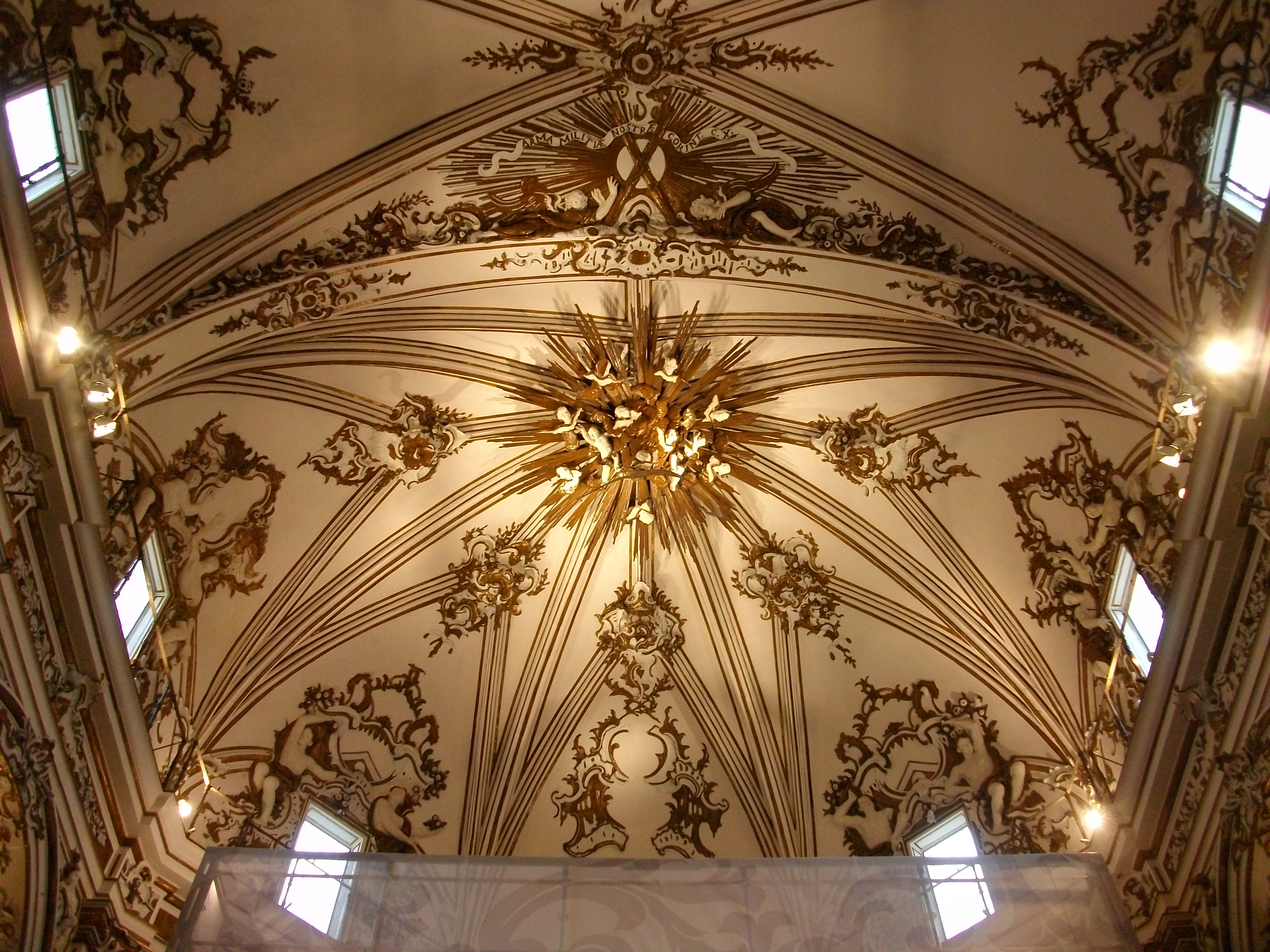
Capçalera de l'església

Aquestes obres afegien tres trams a l'església, amb les seues corresponents capelles que seguien el mateix model compositiu de les anteriors. A més, s'hi afegien dues capelles a l'espai comprés entre les capelles fornícula i el campanar a la part esquerra, anomenades de la Nostra Senyora i del Pare Simó. Aquestos espais es troben actualment molt modificats; quan es construïren, funcionaven com a espais independents amb sagristia pròpia i entrada des de l'exterior oberta al costat de la portada principal i conservada encara amb afegits d'emblemes relatius a l'eucaristia, perquè el culte al pare Simó es va prohibir només un any després de la construcció, i va passar a ser la capella de la Comunió. Es conserva també tota la paret que recau al carrer de Vilaragut, on s'observen buits amb l'anomenat arquitrau toscà, en realitat un motlluratge de faixes que emmarca les finestres, similar als de l'últim pis de la torrassa de la Generalitat.

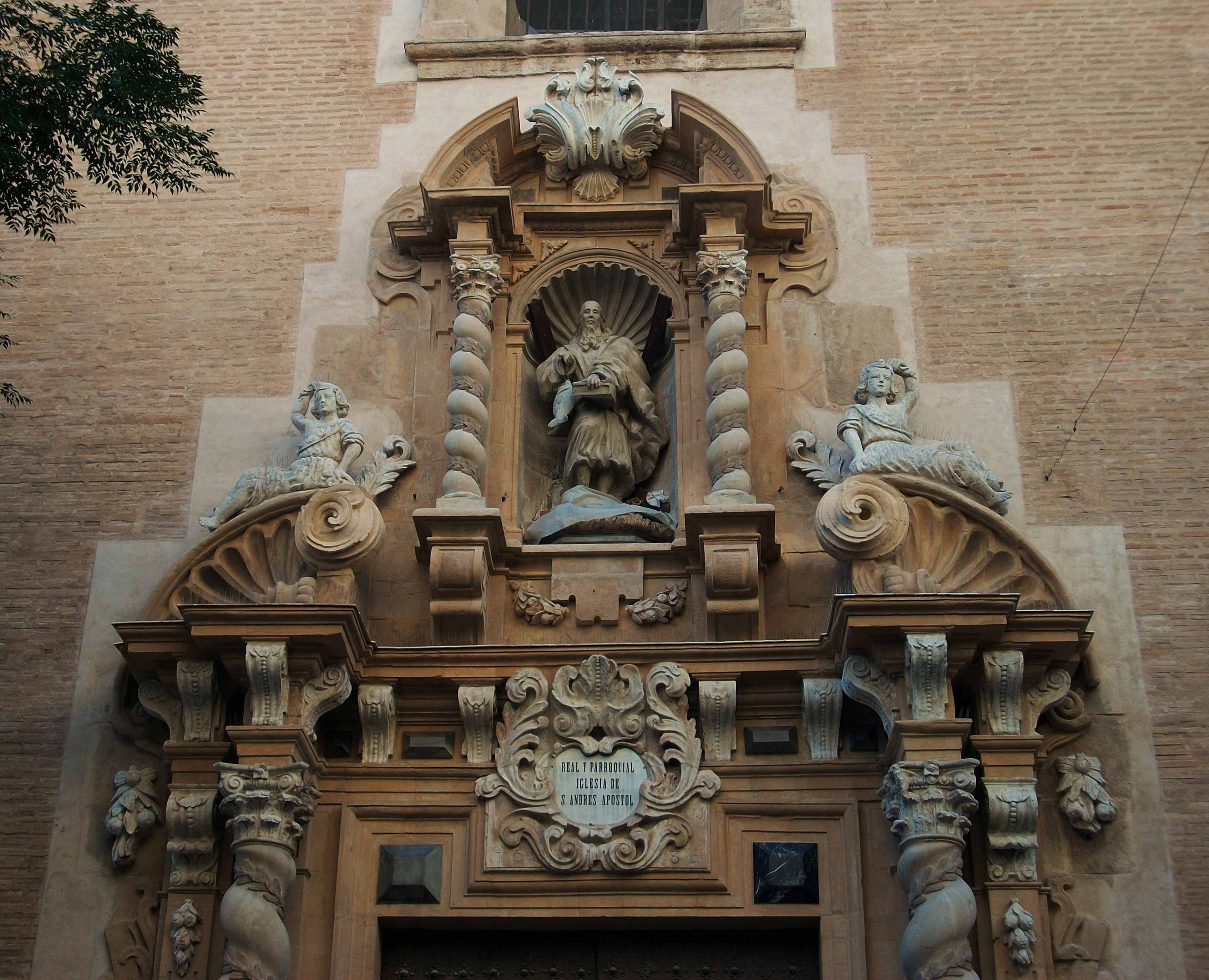
Portada de l'església

La façana també data d'aquesta època. Consta d'un sòcol de carreus, mur de rajoles, una portada també de rajoles (posteriorment, substituïda per l'actual), finestra a sobre d'aquesta i un remat d'entaulament toscà i balustrada de boles. A l'interior, als dos costats de la portada, s'obrien dues capelles menudes d'arc de mig punt i ordenament dòric; en una d'aquestes, es troba la pila baptismal. Realitzades aquestes obres, s'acabava el conjunt de l'església, com s'indica que en l'any 1612 ja es contractaren alguns elements d'ornament interior, com el nínxol de fusta contractat amb l'escultor Luis Muñoz per allotjar la figura del sant titular a l'altar.
Feta l'estructura del temple, a partir del segle xvii i primera meitat del següent, s'hi feren interessants intervencions. Una d'aquestes és la del transsagrari, darrere de la capçalera i ja decorat amb esgrafiats. A finals del segle xvii, s'hi feren dues obres significatives, la portada principal i el campanar. La portada es va construir entre 1684 i 1686 per Bartomeu Mir i Joan Escrivà; és de composició semblant a la del presbiteri de la catedral de la ciutat o a les portades de l'església de Torrent i la d'Alzira, totes traçades per Juan Pérez Castiel o el seu cercle. La portada consta de dues potents columnes salomòniques separades del mur, pilastres amb motius voluminosos, mènsules recorbades, cartel·les recarregades i símbols al·lusius a sant Andreu entre fullaraca decorativa.
El campanar s'elevà per aquestes mateixes dates, i s'hi afegí el cos de campanes actual fet de rajoles. Els quatre costats s'articulen amb dobles parelles de pilastres dòriques amb mènsules-tríglif a l'entaulament, i al remat presenta estreps en diagonal, a la manera d'arcbotants gòtics, amb formes recargolades, molt similars a les que aleshores es construïen en la torre de Santa Caterina.
Ja en el segle xviii, cap al 1703, es va construir la nova sagristia, a l'extrem esquerre del presbiteri, al costat del transsagrari, i amb una portada geometritzant. Entre el 1737 i 1741, es construí la nova capella de la Comunió, anomenada dels Pescadors, annexa a l'església i connectada amb aquesta per un complex arc esbiaixat, mostra de la mestria del seu constructor anònim. La capella té estructura de creu grega, coberta per una cúpula sobre un elevat tambor vuitavat que dona diafanitat a l'interior; aquest no gaire recarregat (amb fullaraca a les pilastres, a l'intradós dels arcs i als extrems de les llunetes). L'absis és poligonal i ordenat amb pilastres angulades; el seu quart d'esfera està decorat amb pintures murals de qualitat que fingeixen una finestra ovalada que obri l'espai tancat de l'absis.
La decoració interior de l'església, que es podria adscriure a l'estil rococó, n'és el tret més distintiu, feta entre 1750 i 1765. D'aquesta, Elies Tormo digué: «como un caso único d'una modalidad artística del arte rococó en Valencia: una creación de carácter personal, sin repetición conocida, allí, ni fuera de allí. El total interno de San Andrés es una joya de arte decorativo, y es una gloria (sin duplicado ni repetición) en la Historia del Arte». Aquest interior es deu al talent d'Hipòlit Rovira, fet per la mediació del seu protector, el marqués de Dos Aigües; i executada a partir de la segona meitat del segle xviii pel deixeble de Rovira, Lluís Domingo (de la mateixa manera que la portada del proper palau del Marqués de Dosaigües, també dissenyada per Rovira, fou executada per Ignasi Vergara). Domingo tenia l'ofici de pintor, escultor, constructor de retaules i adornista, i feu ús de totes aquestes arts en els seus treballs; se'l pot considerar com a representant del clímax barroc de la València d'aleshores.

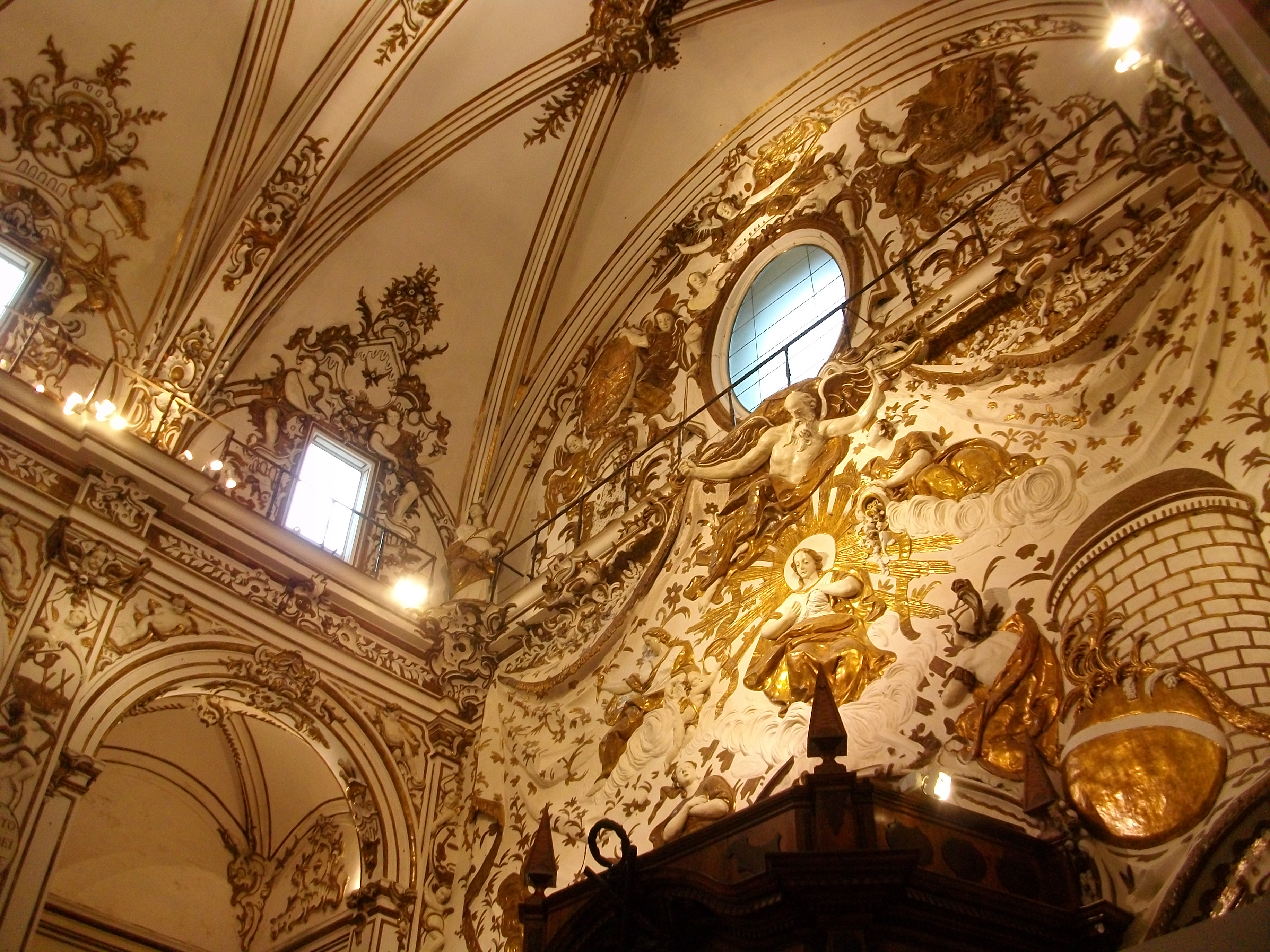
Decoració de l'interior

La decoració, obra de Domingo, interpretant el seu mestre Rovira, recobreix la fàbrica siscentista de Sant Andreu amb una ornamentació anamòrfica, de trets escultòrics i molt plàstica; tot això amb estuc cobert amb plata sobredaurada, tot treballat amb molta qualitat, donant-li un aspecte de porcellana. Arreu de l'església, s'hi troben xiquets d'aparença ambigua, de cos allargat, pell nacrada i rostres expressius; composicions al·legòriques amb els símbols dels sants (com al front de l'antiga capella de la Comunió i a l'immafront del temple), jeroglífics i citacions bíbliques, també multitud de putti arremolinats sobre marcs dissimètrics, etc. Destaca la decoració de l'immafront interior del temple, on es desplega una gran tela a manera d'escenari i al centre de la composició és la Mare de Déu del Rosari, patrona de la casa de Dosaigües i també present a la façana del palau. El púlpit desaparegut també era encara més clarament rococó. Tots aquestos elements configuren l'església de Sant Andreu com un dels millors exemples del breu però rotund episodi del rococó valencià. Dins de tot aquest ambient, s'integren els importants sòcols de taulelleria i els llenços pictòrics encerclats amb marcs de rocalla d'autors com Evarist Munyós, Josep Camaron, Antoni Villanueva i Josep Vergara, en total 29 pintures. El conjunt de ceràmica dels sòcols és el més important del segle xviii a l'estat espanyol, amb moltes formes, colors, branques i garlandes entrellaçades, àngels, escenes religioses o paganes, arquitectures forçades i rocalles. Aquestos taulells són obra de la fàbrica de Vicent Navarro, del carrer de la Corona de la ciutat de València, fets entre 1750 i 1775.
L'any 1902, l'església s'abandona i la parròquia es trasllada al carrer de Colom. La Guerra Civil li afectà especialment el patrimoni moble, com els retaules, incloent-ne el major, obra de Tomàs Sanchis, o el destacat púlpit. Ja en la postguerra, es va procedir a la seua demolició, però la denúncia pública, en unes circumstàncies gens fàcils, de l'historiador valencià Elias Tormo va evitar que això passés, hi va escriure: «Según parece no hay otra causa que origine la idea del derribo, que la idea de negociar los solares, y conseguir así innobles o impropios recursos para construir templos en los ensaches de extrarradio». Finalment, l'església fou declarada Monument Nacional l'any 1942. Deu anys més tard, l'edifici es va convertir en el convent carmelita de Sant Joan de la Creu. L'any 2009, l'església fou restaurada completament, però no la capella de la comunió, per allotjar una exposició de la Llum de les Imatges.